# 蔡天心
蔡天心（1915年—1983年），学名蔡國政，曾用名蔡捷，筆名蔡哲、君謨、白石等，男，辽宁沈阳人，中国作家。